# 전국체육대회 야구
전국체육대회 야구는 전국체육대회에서 야구로 경기를 겨루는 전국체육대회 경기 종목이다.

## 개최 대회
| 1920년대   | 20 | 21 | 22 | 23 | 24 |
| ---------- | -- | -- | -- | -- | -- |
| 일반부     | 1  | 1  | 1  | 1  | 1  |
| 대학부     |    |    |    |    |    |
| 18세이하부 | 1  | 1  | 1  | 1  | 1  |
| 15세이하부 |    |    |    |    |    |
| 12세이하부 |    |    |    |    | 1  |
| 계         | 2  | 2  | 2  | 2  | 3  |

## 일반부

### 일반부 세부 종목
| 1920년대 | 20 | 21 | 22 | 23 | 24 |
| -------- | -- | -- | -- | -- | -- |
| 남자     | •  | •  | •  | •  | •  |
| 계       | 1  | 1  | 1  | 1  | 1  |

### 일반부 남자
| 시즌   | 참가 | 우승                     | 준우승                     | 비고 |
| ------ | ---- | ------------------------ | -------------------------- | ---- |
| 1920년 | 5팀  | 배재구락부 야구단 (경기) | 천도교청년회 야구단 (경기) |      |
| 1921년 | 9팀  | 반도청년회 야구단 (경기) | 전경신 야구단 (경기)       |      |
| 1922년 | 6팀  | 중앙체육단 야구단 (경기) | 배재구락부 야구단 (경기)   |      |
| 1923년 | 6팀  | 중앙체육단 야구단 (경기) | 대구청년회 야구단 (경북)   |      |
| 1924년 | 4팀  | 대구청년회 야구단 (경북) | 조선 야구단 (경북)         |      |

## 18세 이하부

### 18세 이하부 세부 종목
| 1920년대 | 20 | 21 | 22 | 23 | 24 |
| -------- | -- | -- | -- | -- | -- |
| 남자     | •  | •  | •  | •  | •  |
| 계       | 1  | 1  | 1  | 1  | 1  |

### 18세 이하부 남자
| 시즌   | 참가 | 우승                           | 준우승                         | 비고 |
| ------ | ---- | ------------------------------ | ------------------------------ | ---- |
| 1920년 | 5팀  | 배재고등보통학교 야구단 (경기) | 중앙고등보통학교 야구단 (경기) |      |
| 1921년 | 7팀  | 휘문고등보통학교 야구단 (경기) | 경신학교 야구단 (경기)         |      |
| 1922년 | 8팀  | 배재고등보통학교 야구단 (경기) | 숭실학교 야구단 (평남)         |      |
| 1923년 | 5팀  | 휘문고등보통학교 야구단 (경기) | 오산학교 야구단 (평북)         |      |
| 1924년 | 3팀  | 배재고등보통학교 야구단 (경기) | 휘문고등보통학교 야구단 (경기) |      |

## 12세 이하부

### 12세 이하부 세부 종목
| 1920년대 | 24 |
| -------- | -- |
| 남자     | •  |
| 계       | 1  |

### 12세 이하부 남자
| 시즌   | 참가 | 우승                           | 준우승                     | 비고 |
| ------ | ---- | ------------------------------ | -------------------------- | ---- |
| 1924년 | 3팀  | 인천공립보통학교 야구단 (경기) | 협성보통학교 야구단 (경기) |      |

## 참고 문헌
- “대한체육회 국내종합경기대회”. 대한체육회.
- 《대한체육회 50년》. 대한체육회. 1970. 2020년 11월 8일에 원본 문서에서 보존된 문서. 2022년 11월 21일에 확인함.
- 《대한체육회 70년사》. 대한체육회. 1990. 2020년 11월 8일에 원본 문서에서 보존된 문서. 2022년 11월 21일에 확인함.
- 《대한체육회 90년사》. 대한체육회. 2011. 2020년 11월 8일에 원본 문서에서 보존된 문서. 2022년 11월 21일에 확인함.
- 대한체육회 100주년 기념사업부 (2020). 《대한민국 체육 100년》. 대한체육회.
- 《대한민국 체육 100년 Ⅰ 통사 (민족과 함께 한 대한민국 체육 100년)》. 대한체육회. 2020.
- 《대한민국 체육 100년 Ⅱ 민족의 구심체, 조선체육회 (1920~1945)》. 대한체육회. 2020.
- 《대한민국 체육 100년 Ⅲ 세계를 향한 도전 (1945~1980)》. 대한체육회. 2020.
- 《대한민국 체육 100년 Ⅳ 스포츠로 꽃피운 대한민국 (1981~2000)》. 대한체육회. 2020.
- 《대한민국 체육 100년 Ⅴ 스포츠강국을 넘어 선진국으로(2001~2020)》. 대한체육회. 2020.